# Mindless Self Indulgence
Mindless Self Indulgence (MSI ou Mindless) foi uma banda de rock eletrônico americana, formada em Nova York em 1997. 
Sua música tem um estilo remixado incluindo punk rock, música eletrônica e industrial. Seu nome surgiu do CD Mindless Self-Indulgence (um álbum solo de Jimmy Urine do começo dos anos 90'). A banda surgiu 2 anos depois quando os 4 membros originais (kitty, Vanessa YT, Steve Righ e Jimmy Urine) se reuniram e decidiram que queriam começar a banda. Eles lançaram 4 álbuns, 2 EP, 1 álbum e um DVD ao vivo. Ao invés de assinar contratos com as gravadoras, a banda tem licenciado maioria de seus álbuns anteriores para as gravadoras, mantendo a propriedade das músicas.
A banda mantém um devoto número de fãs, e já abriu para muitas bandas famosas como Linkin Park, System of a Down, Korn, Sum 41, My Chemical Romance e Rammstein. Eminente que bandas tenham aberto para eles incluindo entre eles My Chemical Romance, The Dresden Dolls, Rasputina, The Birthday Massacre, Tub Ring e Dog Fashion Disco.

## Trajetória
Em 1999, a banda lançou seu primeiro álbum, Tight, na qual eles usaram sons do Atari na mixagem. Sua música parece ser influenciada pela cultura e início dos anos 80 e freqüentemente contém amostras de rock desta década, bem como sons estilo chiptune.
Em 2000, a banda lançou o álbum Frankenstein Girls Will Seem Strangely Sexy, e no ano seguinte viram Vanessa deixando a banda e Lyn-Z entrar em seu lugar. O primeiro lançamento da banda com Lyn-Z como membro permanente foi no álbum Alienating Our Audience, que foi seguido pelo EP Despierta Los Niños, em 2003. 
Em 2005 a banda conseguiu reconhecimento da mídia e os críticos com o lançamento do seu terceiro álbum, You'll Rebel to Anything; as posteriores singles do álbum, "Straight to Vídeo" e "Shut Me Up" alcançaram ambos o primeiro lugar na categoria de singles da Billboard. A banda fez um tour com o material do álbum por dois anos, lançando um segundo EP intitulado Another Mindless Rip Off ao longo do caminho, assim como estrelando a "Revolution Stage" no Linkin Park's Projekt Revolution Tour, em 2007. 
No início de 2008, o single MasterMind foi lançado exclusivamente no iTunes como "aperitivo" para o quarto álbum da banda, assim como um segundo single, Never Wanted to Dance, lançado antes do quarto álbum da banda, If, foi lançado em 29 de abril de 2008. 
Eles também abriram shows de várias bandas famosas, como System of a Down, My Chemical Romance, Korn, Staind, Sum 41, Mushroomhead, Insane Clown Posse, e Rammstein. Eles também têm tocado em grandes festivais musicais, incluindo o Australian Soundwave Festivals de 2008, Voodoo Music Experience, em Nova Orleans em outubro de 2003, bem como foram a principal atração do Tenda Mojave em 2004 no Coachella Festival. Eles também recentemente estrelaram a "Revolution Stage" para o Projekt Revolution Tour e fizeram parte do "Give It a Name", um festival de 2007. Eles também tocaram no Bamboozle Fest de 2008 e no famoso festival Oxegen, na Irlanda.

## Integrantes

### Jimmy Urine
Jimmy Urine antigamente Little Jimmy Urine (James Euringer), é o vocalista do MSI. Ele nasceu em 7 de setembro de 1969 (1969-09-07), em Nova York. Cresceu com o seu irmão mais velho Markus J. Euringer. O primeiro álbum foi lançado por eles, que divergiam de MSI a maior parte dos trabalhos mais tarde, incidindo principalmente sobre uma música de estilo Industrial. Ele fez a maior parte deste álbum, exceto o guitarrista Steve, Righ? que fez uma música. 
Em uma entrevista com Shoutweb, ele alega ter sido detido em Detroit, acusados de estarem provocando fogo e queimado o cabelo do público durante uma tour com os Insane Clown Posse.
Ele é casado com Chantal Claret, cantora da banda Morningwood.

### Steve, Righ?
Steve, Righ? (nascido Steven Montano) toca guitarra no MSI. Ele contribuiu na guitarra de "Bed of Roses" no álbum solo de Jimmy. Ele pegou o nome de "Steve, Righ?" de alguém que ao se aproximar dele em um show, disse: "Você é Steve, Righ ?...".  Ele foi substituído por Rob Kleiner da banda Tub Ring por um breve tempo, enquanto ele foi hospitalizado no final de 2004 ao início de 2005 devido a uma lesão no quadril.  O prejuízo foi sustentado, ao mostrar que a My Chemical Romance abriu para eles. Ele já tinha duas cirurgias em seu quadril - a primeira sem sucesso. 
Além de contribuir para "Bed of Roses", Steve tem também co-autoria em um punhado de canções com Jimmy Urine, que incluem (mas não estão limitados a) "Dicks Are For My Friends" e "Seven-Eleven". Com MSI, ele tem escrito sobre as duas últimas canções do álbum Frankenstein Girls Will: "Whipstickagostop" e "Z", ambas as quais ele desempenha um papel de liderança no vocal. E além do Mindless Self Indulgence, Steve participou dp projeto "The Left Rigths" com Jimmy Urine. 

### Lyn-Z
Lyn-Z (nascida Lindsey Ann Balato em 22 de maio 1979),baixista do MSI. Ela mudou-se para Nova York para estudar arte. Entrou na banda em 2001, após a ex-baixista Vanessa YT deixar a banda. Ela está atualmente trabalhando com Hung LIKE Gregory GUERRA, viajando em uma arte baseada em diversas exposições de artistas plásticos. É casada e tem uma filha com Gerard Way, o nome dela é Bandit Lee Way, nasceu na California no dia 27 de maio às 14:57 .

### Kitty
Kitty (nascida Jennifer Dunn) Toca bateria no MSI; ela entrou na banda em 1997 como membro permanente. Seu disfarce normalmente tem uma grande carta branca K ("Kitty") pintadas em frente.

## Ex-integrantes
Vanessa YT tocava guitarra e baixo, no MSI. Ela entrou na banda em 1998 e tocou baixo durante a "Tight" até 2001. Quando perguntado sobre sua primeira saída da banda, Jimmy disse que ela estava se tornando um astronauta, mas foi mais longe disse que ela deixou de começar uma família. 
Markus J. Euringer é irmão mais velho de Jimmy Urine. Ele contribuiu para algumas canções em seus álbuns anteriores em eletrônica até que ele se retirou para escrever romances de terror.

## Discografia
Álbuns
- Tight (1999)
- Frankenstein Girls Will Seem Strangely Sexy (2000)
- You'll Rebel to Anything (2005)
- If (2008)
- How I Learned to Stop Giving a Shit and Love Mindless Self Indulgence (2013)
- Pink (2015)
- MSI B-SIDES vol.1 (2024)

Músicas estendidas
- Despierta Los Niños (2003)
- Another Mindless Rip Off (2006)

Gravações ao vivo e compilações
- Alienating Our Audience (2002)
- Our Pain, Your Gain (DVD) (2007)

## Curiosidades
- Antes de entrar para a banda, Jimmy Urine trabalhou como solista, lançando apenas um álbum.
- Rob Kleiner (Tub Ring) - Substituiu Steve,Righ? enquanto ele estava hospitalizado.